# Nova Esquerra Universitària
Nova Esquerra Universitària va ser una formació política clandestina de dissidència estudiantil creada en el 1958 per joves que no havien viscut directament la Guerra Civil i emmarcada en els primers moviments d'oposició al franquisme gestats en l'interior del país al final de la dècada de 1950. En aquesta organització s'hi troben elements del catolicisme social que giraven al voltant de la revista El Ciervo com podrien ser Alfons Carles Comín i Ros o Josep Antoni González i Casanova, amb joves estudiants, entre els quals destaquen Xavier Folch o Manuel Vázquez Montalbán, i un sector obrer provinent de la Joventut Obrera Cristiana (JOC) i Hermandad Obrera d'Acció Católica (HOAC). Aquest grup entra a forma part, a partir de 1959, del Frente de Liberación Popular, fundant així l'Associació Democràtica Popular de Catalunya de la qual, Nova Esquerra Universitària en quedarà com a secció estudiantil. L'organització romandrà activa fins que a partir del 1962 les diferents cèl·lules estudiantils del FLP passaran a formar part del sector universitari de la mateixa organització.